# Franz-Josef Eilers
Franz-Josef Eilers SVD (* 11. Mai 1932 in Emsdetten; † 13. Januar 2021 in Manila) war ein deutscher Ordensgeistlicher und römisch-katholischer Theologe.

## Leben
Franz-Josef Eilers trat 1953 den Steyler Missionaren bei und studierte am Missionspriesterseminar in Sankt Augustin. Nach der Priesterweihe studierte er Publizistik, Kunstgeschichte und Missionswissenschaft in Münster, wo er mit einer Arbeit über die Kommunikation schriftloser Kulturen in Papua-Neuguinea promoviert wurde. 1968 gründete er zusammen mit Karl R. Höller und Michael Schmolke die Fachzeitschrift Communicatio Socialis.
Nach Tätigkeiten als Kommunikationssekretär der Steyler Missionare in Rom leitete er von 1971 bis 1985 das Catholic Media Council (CAMECO) in Aachen. Nach kurzer Tätigkeit als Dozent an der PTH St. Augustin erhielt er 1988 den Ruf auf die Professur für Publizistik und Missionswissenschaft an der Philosophisch-Theologischen Hochschule der SVD in Tagaytay.
Franz-Josef Eilers starb im Januar 2021 in Manila im Alter von 88 Jahren.

## Schriften (Auswahl)
- Er säte Gottes Wort. Ein Bildbuch zum Leben Arnold Janssens. Steyler Verlagsbuchhandlung, Kaldenkirchen 1962, OCLC 64181225.
- Christliche Publizistik in Afrika. Eine erste Erkundung. Mit einem Vorwort von Hendrikus Johannes Prakke (= Veröffentlichungen des Missionspriesterseminars Sankt Augustin, Siegburg. Nummer 13). Steyler-Verlag, Sankt Augustin 1962, OCLC 611098234.
- Zur Publizistik schriftloser Kulturen in Nordost-Neuguinea (= Veröffentlichungen des Missionspriesterseminars Sankt Augustin, Siegburg. Nummer 18). Steyler-Verlag, Sankt Augustin 1967, OCLC 3582747 (zugleich Dissertation, Münster 1967).
- mit Wilhelm Herzog: Catholic press directory Africa, Asia (= Communicatio socialis. Beiheft 4). Schöningh, München/Paderborn/Wien 1975, ISBN 3-506-72212-3.